# Campeonato Europeo de Piragüismo en Aguas Tranquilas de 2026
El XXVI Campeonato Europeo de Piragüismo en Aguas Tranquilas se celebrará en Montemor-o-Velho (Portugal) en el año 2026 bajo la organización de la Asociación Europea de Piragüismo (ECA) y la Federación Portuguesa de Piragüismo.
Las competiciones se realizarán en el canal de piragüismo ubicado al lado del río Mondego, al este de la villa lusa.